# Johanne 2. af Burgund
Johanne 2. af Burgund (fransk: Jeanne; 15. januar 1292 - 21. januar 1330), var dronning af Frankrig og Navarra gennem sit ægteskab med Filip 5. af Frankrig, og regerende grevinde af Burgund og af Artois. Hun var den ældste datter og arving efter Otto 4., Greve af Burgund, og Mahaut af Artois .

## Livshistorie
I begyndelsen af 1314 blev Johannes søster Blanka og hendes svigerinde Margrete dømt for utroskab med to riddere, efter vidnesbyrd fra deres svigerinde Isabella af Frankrig i Tour de Nesle Affæren. Det er antaget, at Johanne havde kendskab til affærerne og blev derfor sendt i husarrest i Dourdan som straf. Hun fortsatte med at hævde sin uskyld, ligeså gjorde hendes mand, der havde nægtet at slå hånden af hende, og i 1315 - gennem sin mors og mands indflydelse - blev hendes navn renset af parlamentet i Paris, og hun fik lov til at vende tilbage til hoffet.

### Dronning
Efter kong Johan 1. af Frankrigs død blev hendes mand kong Philip 5. af Frankrig; Johanne blev Dronning. Hun blev kronet sammen med sin mand i Reims den 9. januar 1317.

### Grevinde af Burgund og Artois
Hendes far, greven af Burgund, døde i 1302, og hans titler blev arvet af hans eneste legitime søn, Robert. Efter Roberts død i 1315 blev Grevskabet Burgund arvet af Johanne. I 1329 arvede hun ligeledes sin mors Grevskab Artois.
Efter sin mands død boede Joan i sine egne domæner. Hendes ægtefælles død var et hårdt slag imod hende, hun kom sig aldrig over det, og sank ned i en dyb depression resten af sit liv. Efter hendes elskede søsters død i 1326, skulle hun angiveligt at sagt, at hun aldrig har været "så bedrøvet som før nu."

### Død
Hun døde i Roye-en-Artois den 21. januar 1330 og blev begravet i Saint-Denis ved siden af sin mand. Hendes titler blev arvet af hendes ældste datter, Johanne 3. af Burgund, som havde giftet sig med Odo 4., Hertug af Burgund i 1318. Med Johannes 2.s død forenedes Grevskabet og Hertugdømmet Burgund gennem dette ægteskab. Grevskaberne Burgund og Artois blev til sidst arvet af hendes yngre datter Margrete i 1361.
Joan efterlod bestemmelse i sin testamente om grundlæggelsen af et universitet i Paris; det blev navngivet Collège de Bourgogne, "Burgunds Kollegium."

## Børn
Med Filip 5. af Frankrig :
1. Johanne (1./2. maj 1308 - 10./15. august 1349), Grevinde af Burgund og Artois i sin egen ret og gift med Odo 4., Hertug af Burgund
2. Margrete (1309 - 9. maj 1382), gift med Ludvig 1. af Flandern. Grevinde af Burgund og Artois i sin egen ret.
3. Isabella (1310 - april 1348), gift med Guigues 8. de La Tour du Pin, Dauphin af Viennois .
4. Blanka (1313 - 26. april 1358), nonne.
5. Filip (24. juni 1316 - 24. februar 1317).

## I fiktion
Johanne er portrætteret Maurice Druons Les Rois maudits (De usalige konger) en række historiske romaner. Hun er blevet portrætteret i de to franske miniserier, der er blevet produceret med forlæg i De usalige konger. I 1972-udgaven blev hun spillet af Catherine Rich og i 2005-udgaven af Julie Depardieu.  